# Mała Strojiwka
Mała Strojiwka (ukr. Мала Строївка, ros. Малая Строевка) – przystanek kolejowy w pobliżu miejscowości Strojiwka, w rejonie czernihowskim, w obwodzie czernihowskim, na Ukrainie. Położony jest na linii Homel - Czernihów.